# 屠格涅沃 (莫尔多瓦共和国)
屠格涅沃（羅馬化：Turgenevo）是俄罗斯莫尔多瓦共和国的市级镇，属阿尔达托夫区，地处莫尔多瓦共和国东北部，在区行政中心阿尔达托夫东、共和国首府萨兰斯克东北方，靠近莫尔多瓦共和国与楚瓦什共和国的边界。伏尔加河流域内苏拉河一支流阿拉特里河从镇北部流过，另有一小河向北穿过该镇后汇入阿拉特里河。
该地2021年人口有4,533人；2010年人口5,260；2002年人口5,288；1989年人口5,614。